# テチン-ホモシステイン-S-メチルトランスフェラーゼ
テチン—ホモシステイン-S-メチルトランスフェラーゼ(thetin-homocysteine S-methyltransferase)は、次の化学反応を触媒する酵素である。
ジメチルスルホニオ酢酸 + L-ホモシステイン {\displaystyle \rightleftharpoons } S-メチルチオグリコール酸 + L-メチオニン
この酵素の基質はジメチルスルホニオ酢酸とL-ホモシステインで、生成物はS-メチルチオグリコール酸とL-メチオニンである。
この酵素は転移酵素の一つで、特に一炭素基を転移させるメチルトランスフェラーゼである。組織名はdimethylsulfonioacetate:L-homocysteine S-methyltransferaseで、別名にdimethylthetin-homocysteine methyltransferase、thetin-homocysteine methylpheraseがある。